# Península de La Punta
La península de La Punta es una península situada en la costa central del Perú, en el mar de Grau. Su ribera se encuentra bañada por las bahías del Callao y de Lima, haciendo de separador de ambas. Se encuentra dentro de la Provincia Constitucional del Callao.

## Descripción
La península tiene una extensión de 2 kilómetros y se encuentra enteramente dentro del Distrito de La Punta, así mismo la península se divide en dos riberas, el norte llamado Cantolao en donde las aguas son tranquilas y el sur llamado Mar Brava por las aguas turbulentas. Su ubicación le hace el área continental más cercana a las islas San Lorenzo y El Frontón a solo 5 kilómetros.
Dentro de la península La Punta existe la zona de Chucuito de 3 kilómetros, en medio camino entre la península en sí y la Fortaleza Real Felipe, famosos por sus playas que se dividen entre Chucuito playa norte y Carpayo playa sur.